# Église Sainte-Alice
 (août 2025).
Si vous disposez d'ouvrages ou d'articles de référence ou si vous connaissez des sites web de qualité traitant du thème abordé ici, merci de compléter l'article en donnant les références utiles à sa vérifiabilité et en les liant à la section « Notes et références ».
L'église Sainte-Alice (en néerlandais : Sint-Aleydiskerk ou Sint-Aleidiskerk) est un édifice religieux catholique dans la commune de Schaerbeek, à Bruxelles (Belgique). Située au 136 de l'avenue Dailly, et construite en remplacement d'un édifice antérieur, l'église date de 1953. Depuis le début du XXe siècle elle est paroisse catholique. 

## Histoire
Du 9 décembre 1905 au 31 mai 1952, au même endroit, se trouvait la première église dédiée à sainte Alice. Celle-ci devint paroissiale par l'arrêté royal du 17 juin 1907 sous le nom de Saintes-Thérèse-et-Alice.
En 1932, étant donné la croissance importante du nombre de fidèles de la paroisse, un second lieu de culte, dédié à sainte Thérèse d'Avila fut édifié avenue Rogier. Le 1er juillet 1943 à la suite de la division en deux de la paroisse, cette église devint l'église paroissiale du quartier de la place Meiser.
La construction de la nouvelle église débuta en 1952, sur base de plans dressés par l'architecte Willy Van Hove. La première pierre fut posée par le cardinal Van Roey le 13 juin 1953.
L'église fut consacrée le 30 septembre 1954 par le cardinal Suenens, à l'époque, évêque auxiliaire du cardinal Van Roey. Elle fut érigée en mémoire de sainte Alice, bienheureuse moniale cistercienne schaerbeekoise décédée de la lèpre le 11 juin 1250 à l'abbaye de la Cambre.
La paroisse Sainte-Alice fait partie de l'unité pastorale Meiser, qui fait elle-même partie du doyenné de Bruxelles Nord-Est.

## Patrimoine

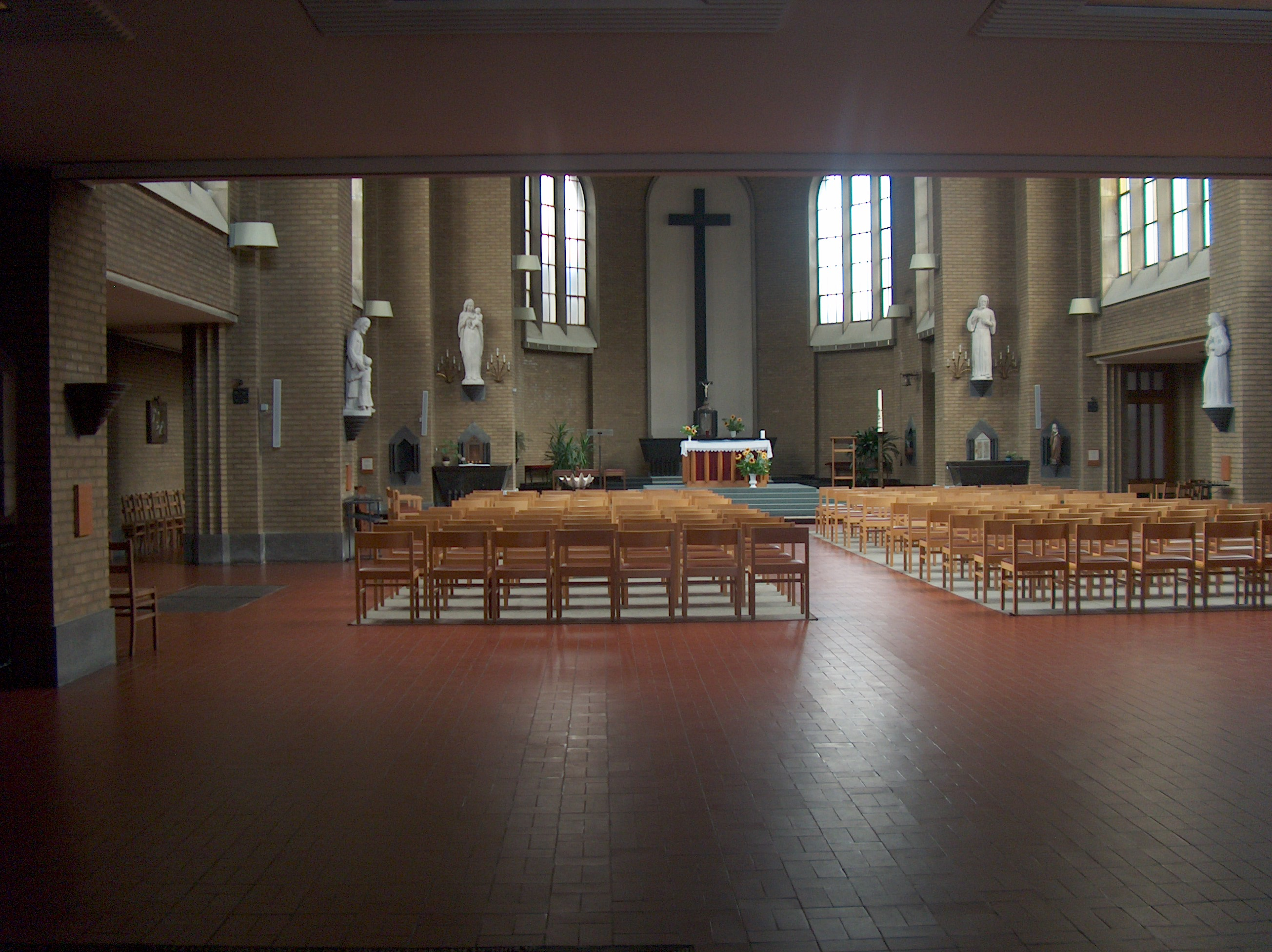
L'intérieur de l'église Sainte-Alice.

Parmi les ouvrages remarquables dans l'église, il faut noter :
- Le maître-autel en marbre noir de Mazy représentant les sept mystères.
- Les stations du chemin de croix en cuivre repoussé sont œuvres de M. Lejeune.
- L'orgue de style moderne date de 1958 et est l'œuvre du facteur Aloys Thunus[1]. Il est retiré vers 2005 car en mauvais état et la paroisse manquant de finances pour le faire réparer.

## Galerie de photos

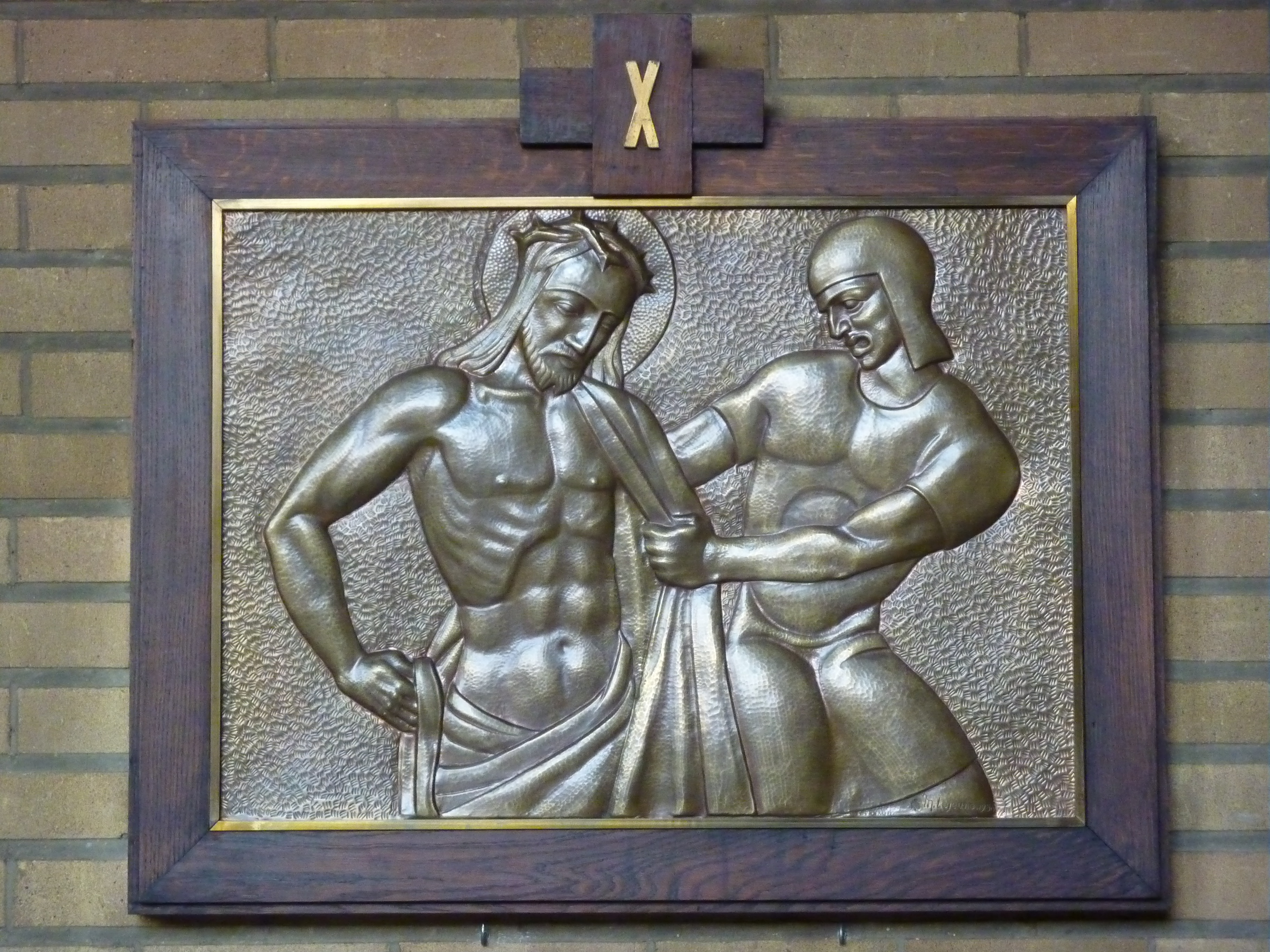
Chemin de croix (10è station)
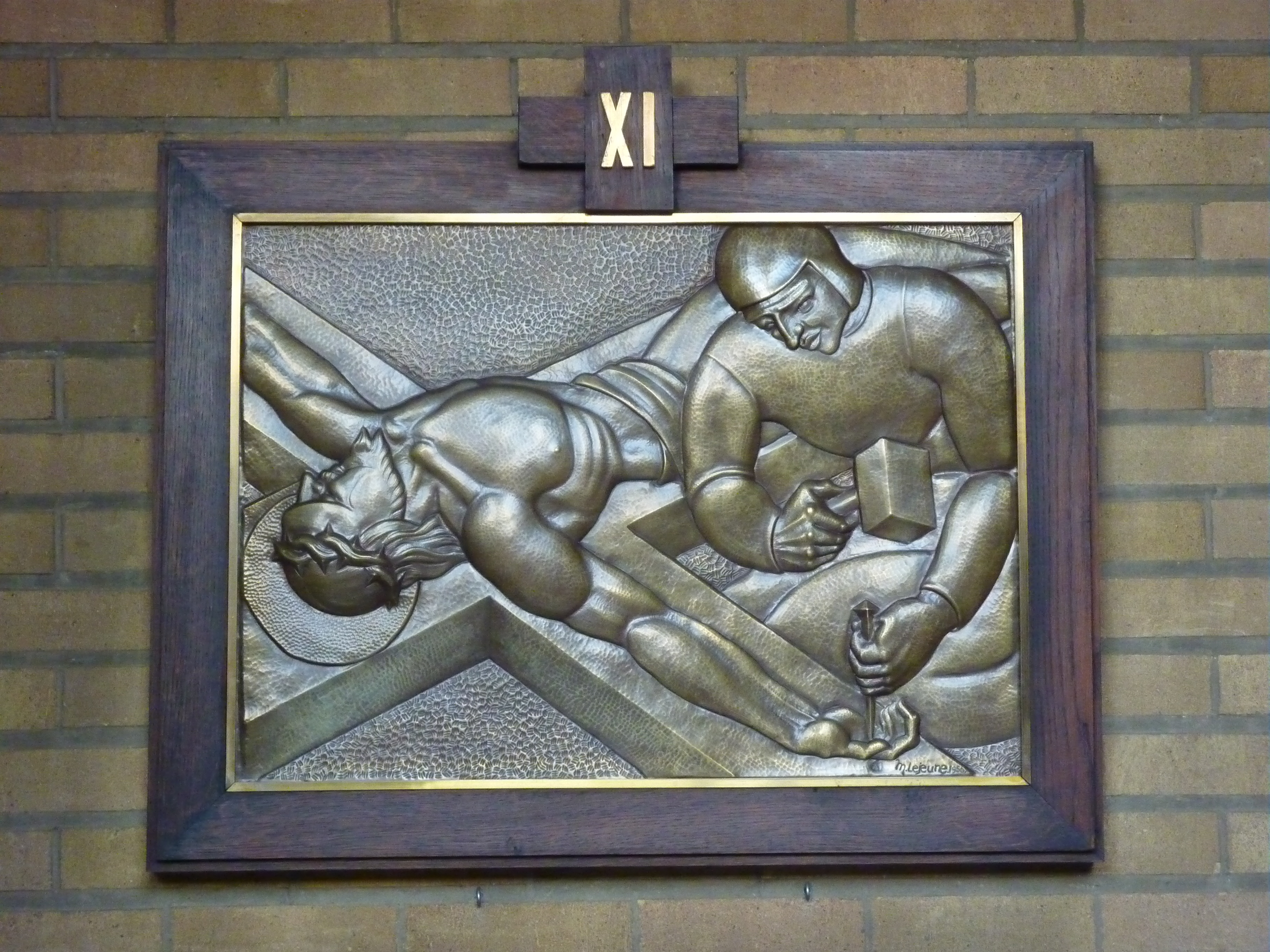
Chemin de croix (11è station)
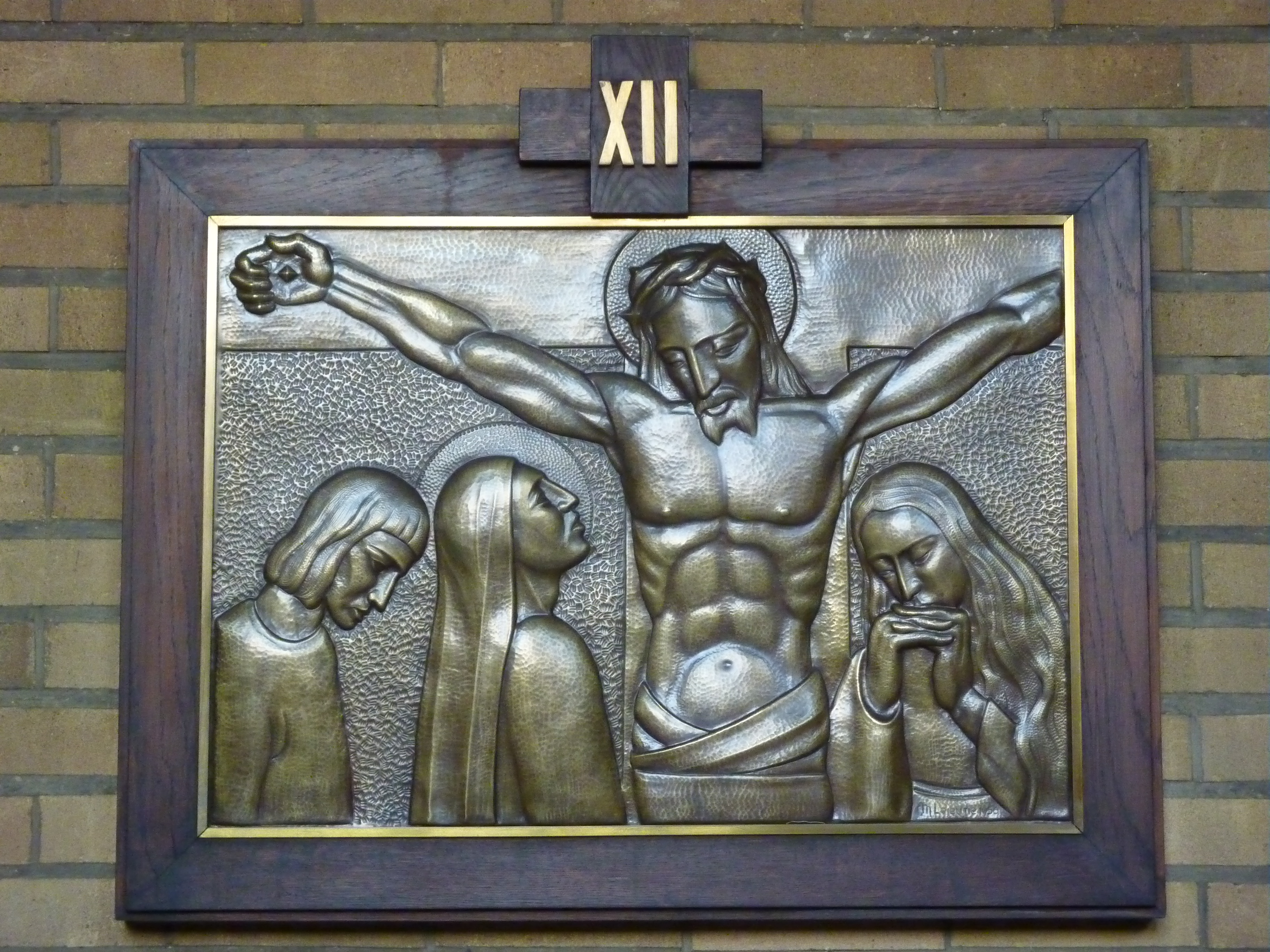
Chemin de croix (12è station)
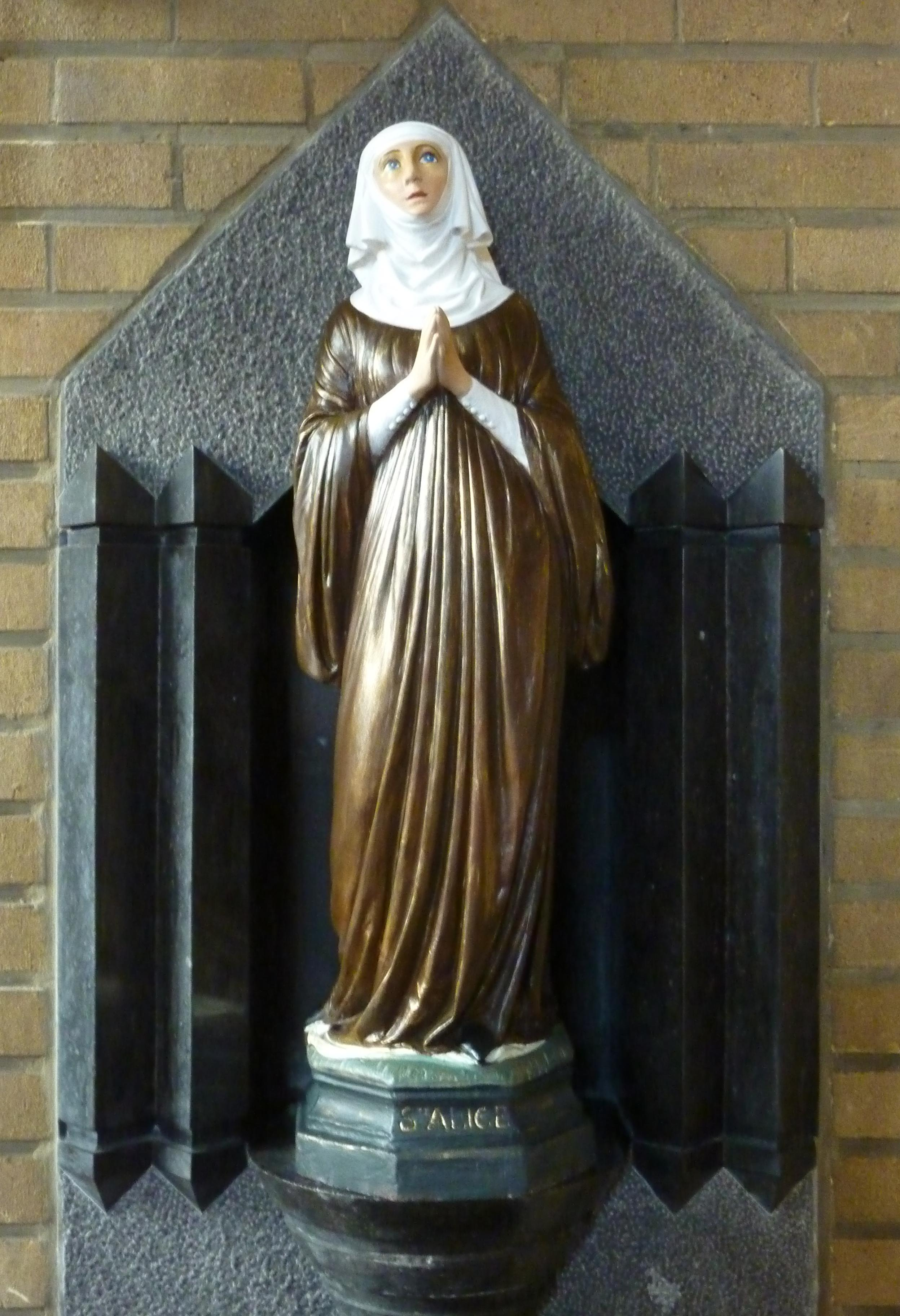
Sainte Alice de Schaerbeek